# 吉川春子
吉川 春子（よしかわ はるこ、1940年11月26日 - ）は、日本の政治家。日本共産党所属の元参議院議員（4期）。

## 略歴
- 1940年東京に生まれ、3歳の頃長野県に疎開する。中学～大学時代は東京に住む。
- 東京都立上野高等学校卒業
- 中央大学法学部法律学科卒業。在学中は中央大学辞達学会に所属。
- 1973年 - 埼玉県八潮市議会議員選挙に日本共産党公認で立候補し初当選。
- 1976年 - 第34回衆議院議員総選挙に日本共産党公認で旧埼玉県第4区から立候補し落選。
- 1979年 - 第35回衆議院議員総選挙に日本共産党公認で旧埼玉県第4区から立候補し落選。
- 1980年 - 第36回衆議院議員総選挙に日本共産党公認で旧埼玉県第4区から立候補し落選。
- 1983年 - 第13回参議院議員通常選挙比例代表区から日本共産党公認で立候補し初当選。
- 1989年 - 第15回参議院議員通常選挙比例代表区から日本共産党公認で立候補し2選。
- 1995年 - 第17回参議院議員通常選挙比例代表区から日本共産党公認で立候補し3選。
- 2001年 - 第19回参議院議員通常選挙比例代表区から日本共産党公認で立候補し4選。
- 2007年 - 7月の第21回参議院議員通常選挙に出馬せず、8月の埼玉県知事選挙に無所属（共産党推薦）で出馬したが、現職の上田清司知事に敗れた。

## テレビ出演
- 朝まで生テレビ! - 参考:朝まで生テレビ!のパネリスト一覧
- ビートたけしのお笑いウルトラクイズ - 第12回・第13回の政治家対抗早押しクイズ（政治家クイズ王日本一決定戦〜拷問つき〜）に出演。黒柳明と吉川は2度出演した。

## 政治的主張
- 2003年の静岡空港建設反対の国会議員署名活動で署名者に加わっている[1]。
- 1997年に参議院へ「新聞販売労働者・新聞奨学生の労働に関する質問主意書」を提出。新聞配達に関わる労働者と新聞奨学生を取り巻く過酷な労働環境の実態が示された[2]。
- 選択的夫婦別姓制度導入を支持する。「選択的夫婦別姓制は家族内の不平等をなくす根本の問題」と述べている[3]。2000年には、吉川ら超党派女性国会議員50名が、夫婦別姓選択制を求めて当時の首相・森喜朗に申し入れを行った。申し入れでは、「とくに若い世代では、夫婦別姓選択制を望む声が高まっています。政府には、世論を喚起するなど、夫婦別姓選択制を導入するための努力を望む」としている[4]。
- 自民党の一部議員の憲法24条を改憲する動きについて、「両性の本質的平等を定めた憲法24条を改憲対象にするのは女性の人権を後退させる」として批判する[5]。なお、現行の民法の夫婦同姓規定はこの憲法24条に違反する、という主張がある[6]。

## 慰安婦問題
2007年2月21日、マイク・ホンダがアメリカ合衆国下院121号決議を成立させる動きに連動し、米議会の公聴会で慰安婦を名乗り証言した李容洙を招いて開催した集会に参加。円より子は「現在、『促進法案（戦時性的強制被害者問題解決促進法案）』が（審議されず）吊るしっぱなしになっている。法案を通過させ被害者の名誉を回復したい。そのために通常国会で審議されるよう努力していく」と述べた。岡崎トミ子は『（被害者の証言は）日本の国会がすべきこと。米国で先に実現し恥ずかしく思う。日本がアジアで尊敬される国になるには戦争加害責任をきちんととって周辺の国々と友好を深めていかなければならない』と述べた。参加者は民主党の郡和子 （衆議院議員）と、岡崎トミ子、円より子、千葉景子、江田五月、那谷屋正義と、社民党の福島みずほと、日本共産党の吉川春子（以上、参議院議員）。集会後は、浅野勝人外務副大臣と李容洙を引き合わせて、促進法案の早期成立を求めた。

## 著書
- 『アジアの花たちへ「慰安婦」問題と格闘した国会議員の記録』2008年2月 かもがわ出版 ISBN 978-4-7803-0152-6
- 『翔びたて女性たち - 美しい性のレボリューション』2004年1月 ケイアイメディア
- 『50番めのハードル』1983年12月 あゆみ出版
- 『従軍慰安婦 - 新資料による国会論戦』1997年12月 あゆみ出版
- 『女性の自立と政治参加 ある女性参議院議員の歩みとたたかい』2015年6月 かもがわ出版